# 特迪·科勒克
特迪·科勒克（希伯來語：‎，1911年5月27日—2007年1月2日），以色列政治人物。他在1965年至1993年之间长期担任耶路撒冷市市长。科勒克在1969, 1973, 1978, 1983，1989五次选举中获得连任。在1993年选举中，败给了后来担任以色列总理的奥尔默特。